# LML Music
LML Music is een onafhankelijk Amerikaans platenlabel, waarop vocale cabaret-, jazz- en Broadway-platen worden uitgebracht. Het werd in 1995 opgericht door zanger Lee Lessack. Het label is gevestigd in Los Angeles.
Artiesten wier platen op het label uitkwamen zijn onder meer Lee Cussack, Justin Hayford, Lea Salonga, Kathie Lee Gifford, Lucie Arnaz, Ken Page, Leslie Uggams, Michael Londra, Pamela Myers, Rebecca Spencer, Melora Hardin, Nancy LaMott, Rondi Charleston, Russ Lorenson, Steve Blanchard, Susan Egan, Tamela D'Amico en Tom Wopat. 